# 2024-es gyorsasági kajak-kenu Európa-bajnokság
A 2024-es gyorsasági kajak-kenu Európa-bajnokságot Szegeden rendezték június 12. és 21. között.

## Összesített éremtáblázat
*   Rendező   *   Magyarország

## Magyar érmesek
| Érem  | Versenyző                                                     | Versenyszám | Dátum      |
| ----- | ------------------------------------------------------------- | ----------- | ---------- |
| Arany | Varga Ádám                                                    | K1 500 m    | június 14. |
| Arany | Lucz Anna                                                     | K1 200 m    | június 14. |
| Arany | Csipes Tamara                                                 | K1 500 m    | június 15. |
| Arany | Nádas Bence Tótka Sándor                                      | K2 500 m    | június 15. |
| Arany | Kiss Ágnes Nagy Bianka                                        | C2 500 m    | június 15. |
| Arany | Pupp Noémi Csipes Tamara Fojt Sára Gazsó Alida Dóra           | K4 500 m    | június 15. |
| Arany | Pupp Noémi Fojt Sára                                          | K2 1000 m   | június 15. |
| Arany | Kiss Blanka Lucz Anna                                         | K2 200 m    | június 15. |
| Arany | Adolf Balázs                                                  | C1 5000 m   | június 16. |
| Arany | Kőhalmi Emese                                                 | K1 5000 m   | június 16. |
| Ezüst | Vajda Bence Szántói-Szabó Tamás                               | K2 1000 m   | június 14. |
| Ezüst | Rendessy Eszter                                               | K1 1000 m   | június 14. |
| Ezüst | Bragato Giada                                                 | C1 500 m    | június 14. |
| Ezüst | Hidvégi Hunor Opavszky Márk Kollek Bálint Szántói-Szabó Tamás | K4 1000 m   | június 15. |
| Ezüst | Kopasz Bálint                                                 | K1 1000 m   | június 16. |
| Ezüst | Varga Ádám                                                    | K1 5000 m   | június 16. |
| Bronz | Kurucz Levente Opavszky Márk                                  | K2 200 m    | június 14. |
| Bronz | Kiss Ágnes Nagy Bianka                                        | C2 200 m    | június 15. |
| Bronz | Gazsó Alida Dóra Csipes Tamara                                | K2 500 m    | június 16. |
| Bronz | Kisbán Zsófia                                                 | C1 5000 m   | június 16. |

## A magyar csapat
A 2024-es magyar eb keret tagjai:

### Férfiak
Kajak
| Versenyző                                                     | Versenyszám | Előfutam | Előfutam | Előfutam | Elődöntő | Elődöntő | Elődöntő | Döntő | Döntő     | Döntő    | Helyezés |
| Versenyző                                                     | Versenyszám | Idő      | Hely.    | Össz.    | Idő      | Hely.    | Össz.    | Típus | Idő       | Helyezés | Helyezés |
| ------------------------------------------------------------- | ----------- | -------- | -------- | -------- | -------- | -------- | -------- | ----- | --------- | -------- | -------- |
| Kurucz Levente                                                | K1 200 m    | 35,851   | 6.       | 10.      | 35,148   | 2.       | 2.       | A     | 36,259    | 8.       | 8.       |
| Varga Ádám                                                    | K1 500 m    | 1:36,941 | 1.       | 1.       | erőnyerő | erőnyerő | erőnyerő | A     | 1:36,962  | 1.       |          |
| Varga Ádám                                                    | K1 5000 m   |          |          |          |          |          |          | A     | 20:27,290 | 2.       |          |
| Kopasz Bálint                                                 | K1 1000 m   | 3:32,534 | 1.       | 1.       | erőnyerő | erőnyerő | erőnyerő | A     | 3:35,492  | 2.       |          |
| Kurucz Levente Opavszky Márk                                  | K2 200 m    | 33,107   | 5.       | 11.      | 31,815   | 1.       | 1.       | A     | 32,013    | 3.       |          |
| Nádas Bence Tótka Sándor                                      | K2 500 m    | 1:28,737 | 1.       | 3.       | erőnyerő | erőnyerő | erőnyerő | A     | 1:30,434  | 1.       |          |
| Vajda Bence Szántói-Szabó Tamás                               | K2 1000 m   | 3:15,797 | 1.       | 1.       | erőnyerő | erőnyerő | erőnyerő | A     | 3:11,680  | 2.       |          |
| Nádas Bence Csizmadia Kolos Kuli István Tótka Sándor          | K4 500 m    | 1:20,748 | 1.       | 1.       | erőnyerő | erőnyerő | erőnyerő | A     | 1:22,614  | 4.       | 4.       |
| Hidvégi Hunor Opavszky Márk Kollek Bálint Szántói-Szabó Tamás | K4 1000 m   | 3:01,220 | 2.       | 7.       | erőnyerő | erőnyerő | erőnyerő | A     | 3:00,073  | 2.       |          |

Kenu
| Versenyző                   | Versenyszám | Előfutam | Előfutam | Előfutam | Elődöntő | Elődöntő | Elődöntő | Döntő   | Döntő     | Döntő    | Helyezés |
| Versenyző                   | Versenyszám | Idő      | Hely.    | Össz.    | Idő      | Hely.    | Össz.    | Típus   | Idő       | Helyezés | Helyezés |
| --------------------------- | ----------- | -------- | -------- | -------- | -------- | -------- | -------- | ------- | --------- | -------- | -------- |
| Korisánszky Dávid           | C1 200 m    | 40,241   | 3.       | 6.       | erőnyerő | erőnyerő | erőnyerő | A       | 40,101    | 7.       | 7.       |
| Fejes Dániel                | C1 500 m    | 1:49,802 | 4.       | 6.       | 1:48,814 | 4.       | 4.       | kiesett | kiesett   | kiesett  | kiesett  |
| Adolf Balázs                | C1 1000 m   | 4:00,820 | 5.       | 9.       | 3:52,516 | 2.       | 2.       | A       | 4:09,141  | 6.       | 6.       |
| Adolf Balázs                | C1 5000 m   |          |          |          |          |          |          | A       | 22:35,300 | 1.       |          |
| Koczkás Dávid Besenyei Ádám | C2 200 m    | 38,438   | 6.       | 14.      | 37,931   | 4.       | 4.       | kiesett | kiesett   | kiesett  | kiesett  |
| Adolf Balázs Hajdu Jonatán  | C2 500 m    | 1:39,672 | 2.       | 3.       | erőnyerő | erőnyerő | erőnyerő | A       | 1:42,608  | 4.       | 4.       |
| Kollár Kristóf Fejes Dániel | C2 1000 m   | 3:39,930 | 3.       | 4.       | erőnyerő | erőnyerő | erőnyerő | A       | 3:33,352  | 5.       | 5.       |

### Nők
Kajak

| Versenyző                                           | Versenyszám | Előfutam | Előfutam | Előfutam | Elődöntő | Elődöntő | Elődöntő | Döntő | Döntő     | Döntő    | Helyezés |
| Versenyző                                           | Versenyszám | Idő      | Hely.    | Össz.    | Idő      | Hely.    | Össz.    | Típus | Idő       | Helyezés | Helyezés |
| --------------------------------------------------- | ----------- | -------- | -------- | -------- | -------- | -------- | -------- | ----- | --------- | -------- | -------- |
| Lucz Anna                                           | K1 200 m    | 40,250   | 1.       | 1.       | erőnyerő | erőnyerő | erőnyerő | A     | 39,543    | 1.       |          |
| Csipes Tamara                                       | K1 500 m    | 1:53,146 | 1.       | 6.       | erőnyerő | erőnyerő | erőnyerő | A     | 1:54,580  | 1.       |          |
| Rendessy Eszter                                     | K1 1000 m   | 4:04,077 | 1.       | 3.       | erőnyerő | erőnyerő | erőnyerő | A     | 3:53,908  | 2.       |          |
| Kőhalmi Emese                                       | K1 5000 m   |          |          |          |          |          |          | A     | 22:33,539 | 1.       |          |
| Kiss Blanka Lucz Anna                               | K2 200 m    | 37,126   | 1.       | 1.       | erőnyerő | erőnyerő | erőnyerő | A     | 38,023    | 1.       |          |
| Gazsó Alida Dóra Csipes Tamara                      | K2 500 m    | 1:40,628 | 1.       | 1.       | erőnyerő | erőnyerő | erőnyerő | A     | 1:46,574  | 3.       |          |
| Pupp Noémi Fojt Sára                                | K2 1000 m   |          |          |          |          |          |          | A     | 3:55,154  | 1.       |          |
| Pupp Noémi Csipes Tamara Fojt Sára Gazsó Alida Dóra | K4 500 m    |          |          |          |          |          |          | A     | 1:35,168  | 1.       |          |

Kenu
| Versenyző              | Versenyszám | Előfutam | Előfutam | Előfutam | Elődöntő | Elődöntő | Elődöntő | Döntő | Döntő     | Döntő    | Helyezés |
| Versenyző              | Versenyszám | Idő      | Hely.    | Össz.    | Idő      | Hely.    | Össz.    | Típus | Idő       | Helyezés | Helyezés |
| ---------------------- | ----------- | -------- | -------- | -------- | -------- | -------- | -------- | ----- | --------- | -------- | -------- |
| Takács Kincső          | C1 200 m    | 47,587   | 2.       | 4.       | erőnyerő | erőnyerő | erőnyerő | A     | 47,859    | 4.       | 4.       |
| Bragato Giada          | C1 500 m    | 2:07,848 | 2.       | 2.       | erőnyerő | erőnyerő | erőnyerő | A     | 2:04,096  | 2.       |          |
| Kisbán Zsófia          | C1 5000 m   |          |          |          |          |          |          | A     | 26:41,366 | 3.       |          |
| Kiss Ágnes Nagy Bianka | C2 200 m    |          |          |          |          |          |          | A     | 45,442    | 3.       |          |
| Kiss Ágnes Nagy Bianka | C2 500 m    |          |          |          |          |          |          | A     | 2:00,490  | 1.       |          |

## Érmesek

### Kajak
Férfiak
Nők

### Kenu
Férfiak
Nők